# Haltepunkt Unterföhring
Der Haltepunkt Unterföhring ist eine Betriebsstelle der Bahnstrecke München Ost–München Flughafen. Er liegt in der Gemeinde Unterföhring nordöstlich von München. Der Haltepunkt wird von der Linie S8 der S-Bahn München bedient, die die Innenstadt Münchens mit dem Flughafen München verbindet. Mit seinem unterirdischen Bahnsteig ist er einer von 31 Tunnelbahnhöfen der Deutschen Bahn und einer der drei Tunnelbahnhöfe der S-Bahn München außerhalb des Münchner Stadtgebiets.

## Geschichte
Am 5. Juni 1909 nahmen die Königlich Bayerischen Staatseisenbahnen eine Lokalbahn von München Ost nach Ismaning in Betrieb. Die Gemeinde Unterföhring erhielt mit der Streckeneröffnung einen Haltepunkt.
Bei der Eröffnung der S-Bahn München am 28. Mai 1972 stellte die Deutsche Bundesbahn den Verkehr auf der Strecke zur Umrüstung auf den S-Bahnbetrieb ein und richtete für die Verbindung nach Ismaning einen Schienenersatzverkehr mit Bussen ein. Ab dem 30. September 1973 verkehrten Züge der S-Bahn-Linie S3 zwischen Maisach und Ismaning. Dabei wurde das Teilstück zwischen Johanneskirchen und Ismaning, und damit der Haltepunkt Unterföhring, nur im 40-Minuten-Takt bedient. Seit der Verlängerung der Strecke 1992 bis zum Flughafen München verkehren hier Züge der S-Bahn-Linie S8 im 20-Minuten-Takt.
Dabei blieb die Strecke bei Unterföhring zunächst noch eingleisig. Eine im Rahmen des zweigleisigen Ausbaus von der Deutschen Bahn geplante und vom Gemeinderat beschlossene Führung der Gleise in einem offenen Trog wurde 1996 in einem Bürgerentscheid abgelehnt, 56 % der Abstimmenden entschieden sich für einen Tunnelbau. Daraufhin begannen die Planungen von vorne, ein neues Planfeststellungsverfahren wurde eingeleitet, und die Gemeinde verpflichtete sich gegenüber der Bahn, die durch den Tunnelbau entstehenden Mehrkosten zu tragen.
2002 konnte der Bau beginnen. Die neue Trasse wurde über eine Strecke von 1,426 Kilometer als Tunnel verwirklicht und auf der Tunneldecke ein Grünzug mit einem „ortsgeschichtlichen Weg“ angelegt. Von den Gesamtkosten von 83,2 Millionen Euro trug die Gemeinde Unterföhring 64,8 Millionen Euro und die Bahn 18,4 Millionen Euro. Der Tunnelbahnhof wurde am 21. November 2005 eröffnet, das zugehörige oberirdische Bahnhofsgebäude am 21. Juli 2006.

## Aufbau

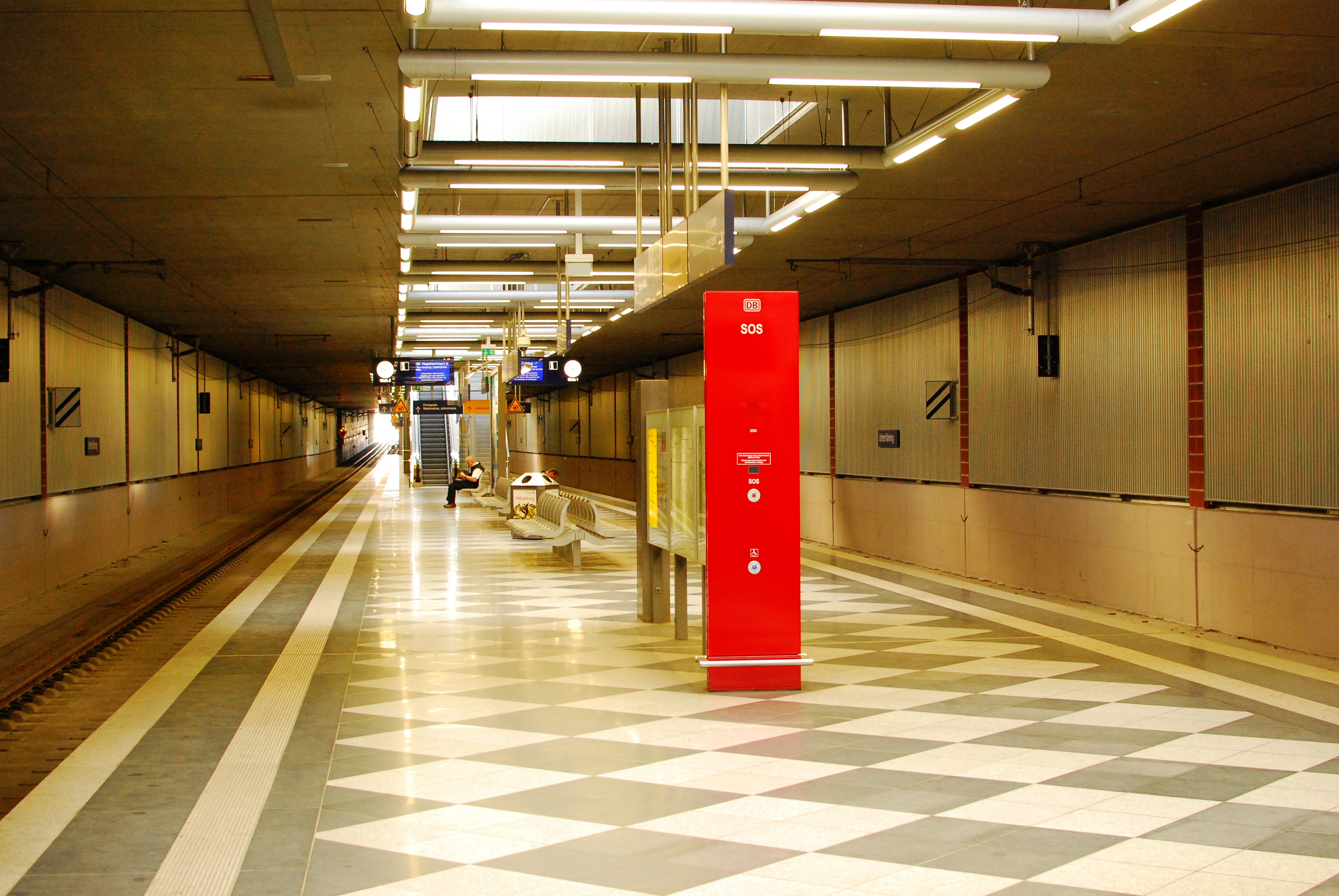
Bahnsteig

Der Haltepunkt Unterföhring verfügt über einen unterirdischen Mittelbahnsteig, der 210 m lang und 96 cm hoch ist. Der Bahnsteig ist über mehrere Treppen, eine Rolltreppe mit wechselnder Fahrtrichtung und stufenfrei über einen Aufzug zu erreichen.
Über dem Mittelbahnsteig ist die Decke etwa alle 10 Meter durch große quadratische Öffnungen durchbrochen, durch die Licht und Luft in den Tunnelbahnhof gelangt. Über den gesamten Bereich des unterirdischen Bahnsteigs erstreckt sich oberirdisch ein überdachtes Bahnhofsgebäude mit einem begrünten Flachdach. Die Öffnungen zum Bahnsteig hin sind von Brüstungen umgeben. Das Flachdach darüber hat ebenfalls quadratische Öffnungen, die von pyramidenförmigen Glasdächern abgedeckt sind.
Der Mittelteil des Gebäudes ist etwa 76 Meter lang und 28 Meter breit und hat rundum eine Glasfassade. In ihm gibt es neben diversen Zugängen zum Bahnsteig einen Bäckerladen, eine Filiale der Deutschen Post sowie ein Unverpacktladen. Seitlich schließen sich zwei etwa 87 Meter lange und 12 Meter breite Flügelbauten an, die größtenteils zur Seite hin offen sind. Lediglich die äußeren Enden sind als geschlossene Glaspavillons gebildet, in denen Treppen zum Bahnsteig hinunterführen. In dem seitlich offenen Teil stehen zwischen den Brüstungen Fahrradständer.

## Verkehr
Der Haltepunkt Unterföhring wird im 20-Minuten-Takt von der Flughafen-S-Bahnlinie S8 bedient, die zwischen dem Bahnhof Herrsching und dem Bahnhof München Flughafen verkehrt. Nachbarstationen sind der Bahnhof Ismaning in Richtung Flughafen München und der Bahnhof Johanneskirchen in Richtung Herrsching am Ammersee.
| Linie | Verlauf | Takt   |
| ----- | --- | ------ |
| S8    | Herrsching – Seefeld-Hechendorf – Steinebach – Weßling – Neugilching – Gilching-Argelsried – Geisenbrunn – Germering-Unterpfaffenhofen – Harthaus – Freiham – Neuaubing – Westkreuz – Pasing – Laim – Hirschgarten – Donnersbergerbrücke – Hackerbrücke – Hauptbahnhof – Karlsplatz (Stachus) – Marienplatz – Isartor – Rosenheimer Platz – Ostbahnhof – Leuchtenbergring – Daglfing – Englschalking – Johanneskirchen – Unterföhring – Ismaning – Hallbergmoos – Flughafen Besucherpark – Flughafen München | 20 min |

Der Haltepunkt hat Anbindung an die Unterföhringer Ortsbuslinie 232 sowie an die MVG-Stadt- und MVV-Regionalbuslinien 189 nach Daglfing Bf West, 233 nach Studentenstadt und 234 nach Messestadt West.
Direkt am Bahnhof befindet sich ein Park-and-Ride-Parkplatz mit insgesamt 104 Stellplätzen. An den zusätzlichen Kurzzeit-Parkplätzen befinden sich vier Ladesäulen für Elektrofahrzeuge.

## Sonstiges
Am 13. Juni 2017 schoss ein 37-jähriger Mann einer Polizistin bei einer Personenkontrolle am Bahnsteig mit einer Dienstwaffe in den Kopf, die er zuvor ihrem Kollegen entwendet hatte. Die Polizistin wurde dabei lebensgefährlich verletzt. Sie lag lange Zeit im Wachkoma und ist bis heute körperlich und geistig eingeschränkt. Vor der Kontrolle hatte der Täter in einer S-Bahn einen anderen Mann attackiert und mit der Faust ins Gesicht geschlagen. 
Der Täter verletzte sich bei der Tat selbst und konnte kurze Zeit später in der Nähe des Tatortes gestellt werden. 
Im April 2018 wies das Landgericht München I den Täter in eine psychiatrische Einrichtung ein. Er sei nach Begründung des Gerichts zum Tatzeitpunkt schuldunfähig gewesen.